# Britha Sundström
Britha Sundström, född 1858, död 1951, var en svensk entreprenör. Hon grundade 1893 Växjös första frukt- och blomsteraffär,  Ströberg & Sundström. Hon blev 1903 en av de två första kvinnorna i Växjö handelsklubb. 